# Hajime Komiyama
Hajime Komiyama (jap. 小宮山 元, Komiyama Hajime; * 18. September 1982) ist ein japanischer Badmintonspieler.

## Karriere
Hajime Komiyama besuchte die Utsukushigaoka-Mittelschule, dann die Motoishikawa-Oberschule, beide im Stadtbezirk Aoba-ku von Yokohama, und schließlich die Japanische Sporthochschule. Im April 2006 trat er in das Unternehmen Nihon Unisys ein für deren Werksteam er seitdem spielt. 2004 nahm er an der Badminton-Meisterschaft der Studenten teil, wo er im Doppel den zweiten Platz erreichte. Bei der Welthochschulmeisterschaft 2005 gewann er Bronze im Doppel. 2005, 2006 und 2009 erfolgten Teilnahmen bei den Badminton-Meisterschaft der Erwachsenen, wo er je im Mixed den dritten Platz belegte. Im Herrendoppel siegte er zudem 2008 und den zweiten Platz 2009. Bei den allgemeinen Meisterschaften erreichte er 2005 im Mixed den zweiten Platz, im Herrendoppel den dritten, 2006 im Mixed den dritten, 2008 im Mixed und Herrendoppel den dritten und 2009 im Herrendoppel erneut den dritten Platz.
Hajime Komiyama wurde bei der Weltmeisterschaft 2009 im Herrendoppel 17. mit Yoshiteru Hirobe. 2009 siegte er ebenfalls bei den Osaka International. Bei den Australian Open 2010 wurde er Zweiter im Mixed.

## Sportliche Erfolge
| Saison | Veranstaltung              | Disziplin    | Platz | Name                               |
| ------ | -------------------------- | ------------ | ----- | ---------------------------------- |
| 2005   | Welthochschulmeisterschaft | Herrendoppel | 3     | Noriyasu Hirata / Hajime Komiyama  |
| 2005   | Japan: Einzelmeisterschaft | Herrendoppel | 3     | Noriyasu Hirata / Hajime Komiyama  |
| 2005   | Japan: Einzelmeisterschaft | Mixed        | 2     | Hajime Komiyama / Tomomi Matsuda   |
| 2006   | Japan: Einzelmeisterschaft | Mixed        | 3     | Hajime Komiyama / Tomomi Matsuda   |
| 2008   | Japan: Einzelmeisterschaft | Herrendoppel | 3     | Hajime Komiyama / Yoshiteru Hirobe |
| 2008   | Japan: Einzelmeisterschaft | Mixed        | 3     | Hajime Komiyama / Sayuri Asahara   |
| 2009   | Japan: Einzelmeisterschaft | Herrendoppel | 3     | Yoshiteru Hirobe / Hajime Komiyama |
| 2009   | Weltmeisterschaft          | Herrendoppel | 17    | Yoshiteru Hirobe / Hajime Komiyama |
| 2009   | Osaka International        | Herrendoppel | 1     | Yoshiteru Hirobe / Hajime Komiyama |
| 2010   | Australian Open            | Mixed        | 2     | Sayuri Asahara / Hajime Komiyama   |